# Ronda Rousey
Ronda Jean Rousey (Riverside (Californië), 1 februari 1987) is een Amerikaans professioneel worstelaar, actrice, voormalige judoka en MMA-vechtster. Ze is vooral bekend van haar tijd bij de Ultimate Fighting Championship (UFC). Ze was daarna actief in de World Wrestling Entertainment. 

## Biografie
Rousey werd geboren in Californië, maar groeide op in North Dakota. Haar moeder is AnnMaria De Mars, die op de wereldkampioenschappen judo 1984 goud won in de klasse tot 56 kilogram.
Rousey begon haar carrière als judoka in de klasse onder de 63 kilogram en deed op 17-jarige leeftijd al mee aan het judo op de Olympische Zomerspelen 2004 in Athene. In 2007 stapte ze over naar de klasse onder de 70 kilogram en won dat jaar zilver op de wereldkampioenschappen in Rio de Janeiro en een jaar later brons op de Olympische Zomerspelen in Beijing; ze werd weliswaar al in de kwartfinale uitgeschakeld door Edith Bosch, maar werkte zich via de herkansing alsnog het podium op.
In 2008 stopte Rousey met haar judo carrière en ging mixed martial arts beoefenen. Ze werd in maart 2012 wereldkampioen bantamgewicht bij Strikeforce en nadat dat opging in de UFC tot november 2015 wereldkampioen bij deze bond. Ze bleef de eerste twaalf partijen van haar MMA-carrière ongeslagen en won acht van haar elf gevechten door middel van een armklem. In juli 2012 vroeg ze bokser Lucia Rijker om haar te trainen in het boksen.
Rousey vocht in november 2015 tegen Holly Holm en verloor die wedstrijd in de tweede ronde na 59 seconden. Ze ging na een linkerhoek gevolgd door een linkertrap naar het gezicht knock-out. Daarmee verloor ze voor het eerst een MMA-gevecht en daarmee ook haar wereldtitel aan Holm. Rousey keerde op 30 december 2016 terug in het strijdperk voor een gevecht tegen de inmiddels regerende kampioene Amanda Nunes. Die versloeg haar in 48 seconden middels een TKO.

## The Ultimate Fighter
Rousey diende in 2013 als coach in het achttiende seizoen van het televisieprogramma The Ultimate Fighter. Daarin coachte ze een selectie van MMA-vechters met de ambitie een contract bij de UFC te verdienen tegen eenzelfde team onder leiding van Miesha Tate. Dit was het eerste seizoen van het programma met (ook) vrouwelijke deelnemers.

## Actrice
In 2014 speelde Rousey in de actiefilm The Expendables 3 en in 2015 in Fast & Furious 7 en Entourage.

## Meest opgeleverde pay-per-views
| Nr.    | Gevecht                        | Datum            | Evenement | Aantallen |
| ------ | ------------------------------ | ---------------- | --------- | --------- |
| 1.     | Ronda Rousey vs. Liz Carmouche | 23 februari 2013 | UFC 157   | 450,000   |
| 2.     | Ronda Rousey vs. Sara McMann   | 22 februari 2014 | UFC 170   | 375,000   |
| 3.     | Ronda Rousey vs. Cat Zingano   | 28 februari 2015 | UFC 184   | 700,000   |
| 4.     | Ronda Rousey vs. Bethe Correia | 1 augustus 2015  | UFC 190   | 900,000   |
| 5.     | Ronda Rousey vs. Holly Holm    | 15 november 2015 | UFC 193   | 1,100,000 |
| 6.     | Amanda Nunes vs. Ronda Rousey  | 30 december 2016 | UFC 207   | 1,100,000 |
| Totaal | Totaal                         | Totaal           | Totaal    | 4,525,000 |

## MMA records
| Uitsplitsing van professionele records | Uitsplitsing van professionele records | Uitsplitsing van professionele records |
| -------------------------------------- | -------------------------------------- | -------------------------------------- |
| 14 wedstrijden                         | 12 overwinningen                       | 2 nederlagen                           |
| Door knockout                          | 3                                      | 2                                      |
| Door submission                        | 9                                      | 0                                      |

## Prestaties

### Judo
- International Judo Federation
  - 2008 World Cup Senior Gold Medalist
  - 2008 Belgian Ladies Open Senior Bronze Medalist
  - 2007 Jigoro Kano Cup Senior Silver Medalist
  - 2007 Finnish Open Senior Gold Medalist
  - 2007 World Judo Championships Senior Silver Medalist
  - 2007 German Open Senior Bronze Medalist
  - 2007 Pan American Games Senior Gold Medalist
  - 2007 Pan American Championships Senior Bronze Medalist
  - 2007 World Cup Senior Gold Medalist
  - 2007 British Open Senior Gold Medalist
  - 2006 Finnish Open Senior Bronze Medalist
  - 2006 Swedish Open Senior Gold Medalist
  - 2006 World Judo Championships Junior Bronze Medalist
  - 2006 Rendez-Vous Senior Gold Medalist
  - 2006 Pan American Championships Senior Silver Medalist
  - 2006 World Cup Senior Gold Medalist
  - 2006 Belgian Ladies Open Senior Gold Medalist
  - 2005 Ontario Open Senior Gold Medalist
  - 2005 Rendez-Vous Senior Gold Medalist
  - 2005 Pan American Championships Senior Gold Medalist
  - 2004 Ontario Open Senior Gold Medalist
  - 2004 Ontario Open Junior Gold Medalist
  - 2004 World Judo Championships Junior Gold Medalist
  - 2004 Rendez-Vous Senior Bronze Medalist
  - 2004 Pan American Championships Senior Gold Medalist
  - 2003 Rendez-Vous Senior Gold Medalist
  - 2001 Coupe Canada Senior Cup Gold Medalist
- Summer Olympic Games
  - 2008 Summer Olympics Senior Bronze Medalist
- USA Judo
  - USA Senior National Championship (2004, 2005, 2006, 2007, 2008, 2010)
  - USA Senior Olympic Team Trials Winner (2004, 2008)
  - 2007 US Open Senior Gold Medalist
  - 2006 US Open Senior Gold Medalist
  - 2006 USA Fall Classic Senior Gold Medalist
  - 2006 US Open Junior Gold Medalist
  - 2005 US Open Senior Gold Medalist
  - 2005 US Open Junior Silver Medalist
  - 2004 US Open Senior Bronze Medalist
  - 2003 US Open Senior Silver Medalist
  - 2003 USA Fall Classic Senior Gold Medalist
  - 2002 US Open Junior Gold Medalist

### Andere prestaties
- International Sports Hall of Fame (Class of 2018)

### MMA
- Ultimate Fighting Championship
  - UFC Hall of Fame
  - UFC Women's Bantamweight Championship (1 keer, inaugureel)
    - Zes succesvolle titelverdedigingen

  - Fight of the Night (2 keer) vs. Miesha Tate en Holly Holm
  - Submission of the Night (1 keer) vs. Miesha Tate
  - Performance of the Night (4 keer) vs. Cat Zingano, Sara McMann, Alexis Davis en Bethe Correia
  - Eerste vrouwelijke UFC-kampioen
  - Eerste Olympische medaillewinnaar die een UFC-kampioenschap wint
  - Snelste overwinning in titelgevecht voor vrouwen in de geschiedenis van UFC (14 seconden; vs Cat Zingano)
  - Langste reeks titelgevechten in de geschiedenis van UFC (6)
  - Meeste armbar-afwerkingen in de geschiedenis van UFC/WEC/Pride/Strikeforce (9)
  - De meeste opeenvolgende armbar-afwerkingen in de geschiedenis van UFC/WEC/Pride/Strikeforce (8)
  - Gebonden (met Valentina Shevchenko) voor de op een na meeste titelverdediging door een vrouw in de geschiedenis van UFC (six)
  - Won het allereerste vrouwengevecht in de geschiedenis van de UFC
- Strikeforce
  - Strikeforce Women's Bantamweight Championship (1 keer; laatste)
    - Eén succesvolle titelverdediging

  - 2x Female Submission of the Year (2011, 2012)
- ESPN
  - 2x Best Female Athlete ESPY Award (2014, 2015)
  - Best Fighter ESPY Award (2015)
  - Eerste Mixed Martial Artist die een ESPY Award wint
  - Submission of the Year (2012, vs. Miesha Tate on March 3)
- MMAJunkie.com
  - 2015 February Submission of the Month vs. Cat Zingano
  - 2015 August Knockout of the Month vs. Bethe Correia
- World MMA Awards
  - 3x Female Fighter of the Year (2012, 2013, 2014)
  - 2015 Submission of the Year vs. Cat Zingano
- Wrestling Observer Newsletter awards
  - 2x Best Box Office Draw (2014, 2015)
  - 2x Mixed Martial Arts Most Valuable (2014, 2015)
  - Most Outstanding Fighter of the Year (2014)

### Professioneel worstelen
- CBS Sports
  - Rookie of the Year (2018)[3]
- Pro Wrestling Illustrated
  - Gerangschikt op nummer 1 van de top 100 vrouwelijke singles worstelaars in de PWI Female 100 in 2018[4]
  - Rookie of the Year (2018)
- Sports Illustrated
  - Gerangschikt op nummer 4 van de top 10 vrouwelijke worstelaars in 2018[5]
- Wrestling Observer Newsletter
  - Rookie of the Year (2018)[6]
- WWE
  - WWE Raw Women's Championship (1 keer)[7]
  - Women's Royal Rumble (2022)[8]
  - Slammy Award (1 keer)[9]
    - for "This is Awesome" Moment of the Year (2015) – met The Rock

  - WWE Year-End Award
    - Best Diss of the Year (2018)[10]

  - WWE SmackDown Women's Championship (1 keer)